# Ron Rosenbaum
Ron Rosenbaum (nascido em 27 de novembro de 1946) é um novelista e jornalista norte-americano, o qual se tornou um dos principais estudiosos sobre a vida de Adolf Hitler.

## Livros
- How the End Begins: The Road To a Nuclear World War III (2011) ISBN 0857202766
- The Shakespeare Wars (2006) ISBN 0812978366
- Editor of: Those Who Forget the Past: The Question of Anti-Semitism (2004) ISBN 0812972031
- The Secret Parts of Fortune: Three Decades of Intense Investigations and Edgy Enthusiasms (2000)
- Explaining Hitler: The Search for the Origins of His Evil (1998) ISBN 0-670-82158-6
- Travels with Doctor Death (1991)
- Manhattan Passions: True Tales of Power, Wealth, and Excess (1988)
- Rebirth of the salesman: tales of the song & dance 70s (1979)
- Murder at Elaine's: A novel (1978)